# Copa (botânica)

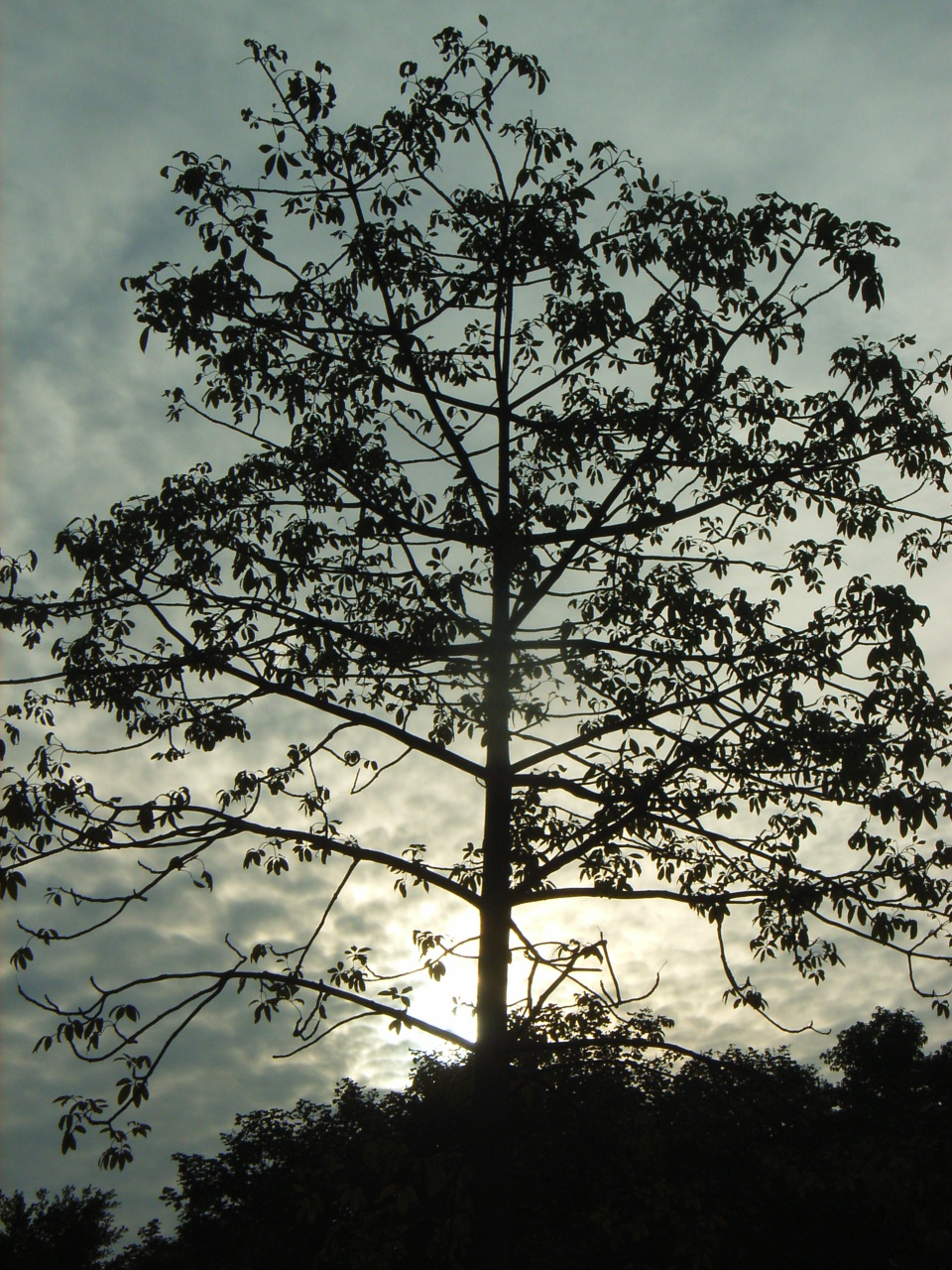
Copa da árvore

A copa de uma planta refere-se ao total das partes aéreas de uma planta individual, incluindo caules, folhas e estruturas reprodutivas. Um dossel de comunidade vegetal consiste em uma ou mais copas de plantas crescendo em uma determinada área.
A copa de uma planta lenhosa (árvore, arbusto, liana) são os ramos, folhas e estruturas reprodutivas que se estendem do tronco ou caules principais.
As formas das coroas são altamente variáveis. Os principais tipos de árvores são o hábito de ramificação excorrente, resultando em formas conoides, e o hábito de ramificação deliquescente, resultando em formas arredondadas. As coroas também são caracterizadas por sua largura, profundidade, área de superfície, volume e densidade. As medições das copas são importantes para quantificar e qualificar a saúde da planta, estágio de crescimento e eficiência.
As principais funções da coroa incluem assimilação de energia luminosa, absorção de dióxido de carbono e liberação de oxigênio via fotossíntese, liberação de energia pela respiração e movimento da água para a atmosfera pela transpiração. Essas funções são realizadas pelas folhas.

## Classes de copas
As árvores podem ser descritas como se encaixando em diferentes classes de copa. Comumente usadas são as classes de Kraft. A Kraft designou essas classes sociais com base nas florestas temperadas e boreais da Europa Central, de modo que não funcionam necessariamente com todos os tipos de floresta do mundo.
Kraft escreveu em alemão, então aqui estão suas aulas com traduções :
- 1 v vorherrschend (predominante)
- 2 h herrschend (dominante)
- 3 m mitherrschend (codominante)
- 4 b beherrscht (dominado / suprimido)
- 5 u unterständig (inferior) é então dividido em 2 subclasses 5a (árvores tolerantes à sombra) e 5b (coroas moribundas / árvores moribundas)

Frequentemente foi simplificado para Dominante, Codominante e Suprimido.
A IUFRO também desenvolveu uma classificação em árvore baseada em três componentes com números que então se agregam para dar uma classificação codificada assim: 
Critérios ecológicos
Componente de altura (camada de suporte / classe de altura):
- 100 Sobrecobertura / Sobrecamada
- 200 Middlestorey / Middlelayer
- 300 Sub-bosque / Camada Subterrânea

Componente de vitalidade (vigor / vitalidade da árvore):
- 10 exuberantes
- 20 normais
- 30 retardado

Componente de potencial de crescimento futuro (tendência de desenvolvimento / tendência de conversão):
- 1 alto
- 2 Média
- 3 Atrasado

E adicionalmente
Critérios Silviculturais
Valor comercial
- 400 Árvore valiosa e notável
- 500 Utilizável, madeira
- 600 Qualidade Ruim a Inutilizável

Classe tronco
- 40 Madeira valiosa (≥50% do tronco é madeira de alta qualidade)
- 50 Madeira normal (≥50% do tronco é madeira de qualidade normal)
- 60 Madeira abaixo do padrão (<50% do tronco é madeira de qualidade normal)

Classe copa
- 4 Copa profunda (> ½ do comprimento da árvore)
- 5 coroa média
- 6 Copa rasa (<¼ do comprimento da árvore)

Embora as classificações Kraft e IUFRO sejam destinadas a descrever copas de árvores individuais, ambas podem e são aplicadas para descrever camadas inteiras ou andares.